# المختبر الوطني شمال غرب المحيط الهادئ

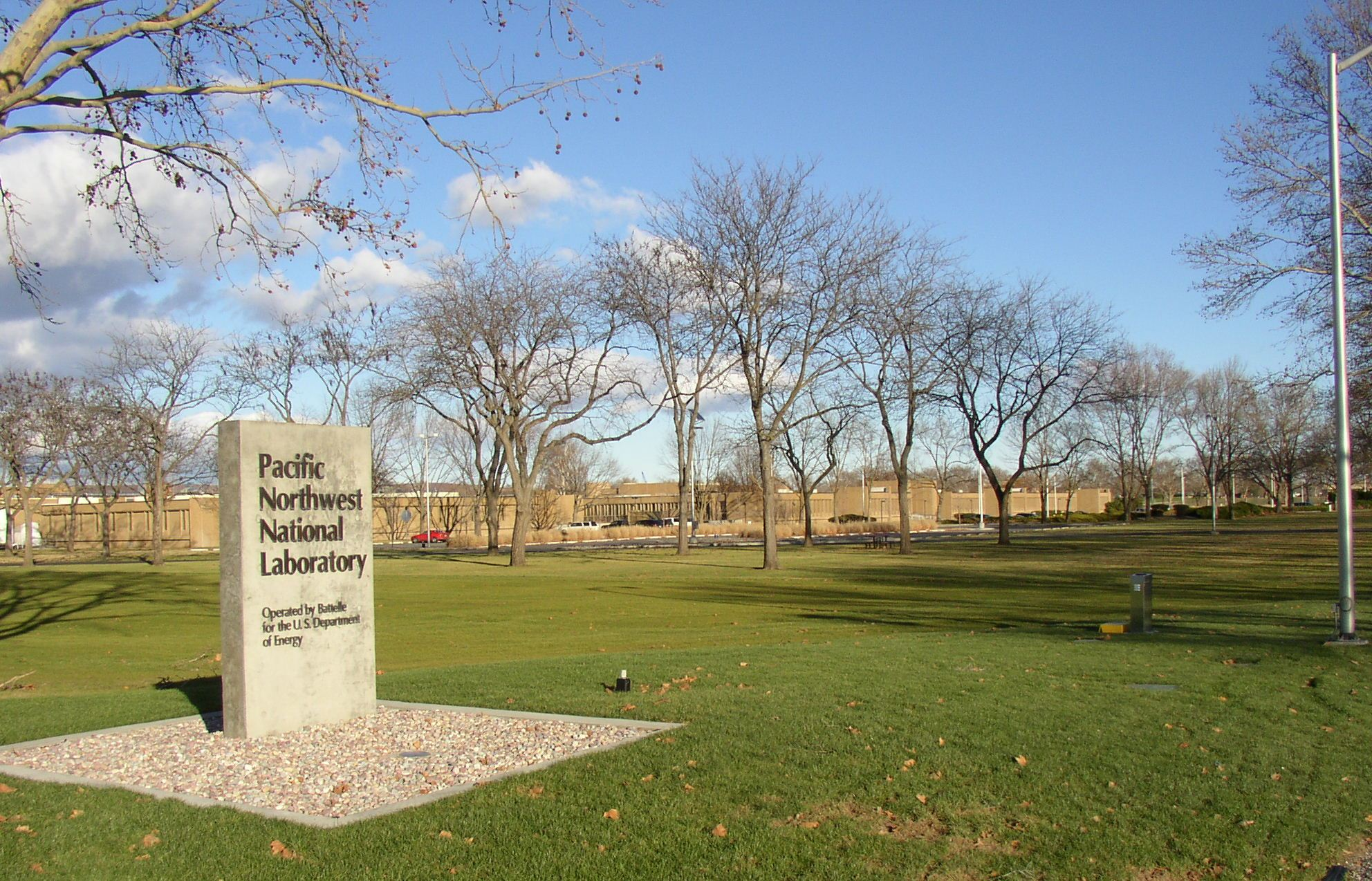
المختبر الوطني شمال غرب المحيط الهادئ

المختبر الوطني شمال غرب المحيط الهادئ (بالإنجليزية: Pacific Northwest National Laboratory ويختصر إلى PNNL)‏ هو واحد من تسع مختبرات وطنية متعددة البرامج تابعة لوزارة الطاقة الأمريكية. يقع المقر الرئيسي للمختبر في مدينة ريتشلاند بولاية واشنطن. يعكف علماء المختبر على إجراء بحوث أساسية و تطبيقية بغرض تعزيز الأسس العلمية للولايات المتحدة الأمريكية في مجالي البحث والابتكار، ومنع ومكافحة أعمال الإرهاب من خلال البحوث التطبيقية في مجال تحليل المعلومات والأمن الإلكتروني، ومنع انتشار أسلحة الدمار الشامل، وزيادة قدرة الولايات المتحدة في مجال الطاقة وتقليل الاعتماد على النفط المستورد، والحد من آثار الأنشطة البشرية على البيئة. منذ عام 1965، يتم تشغيل المختبر الوطني شمال غرب المحيط الهادئ من قبل معهد باتيل التذكاري.
1. ↑  مُعرِّف قاعدة بيانات البحث العالمية (GRID): grid.451303.0.
2. ↑  وصلة مرجع: https://web.archive.org/web/20231020113811/https://orcid.org/members. الوصول: 20 أكتوبر 2023.
3. ↑  PNNL: Research نسخة محفوظة 07 سبتمبر 2017 على موقع واي باك مشين.